# Mens sana in corpore sano

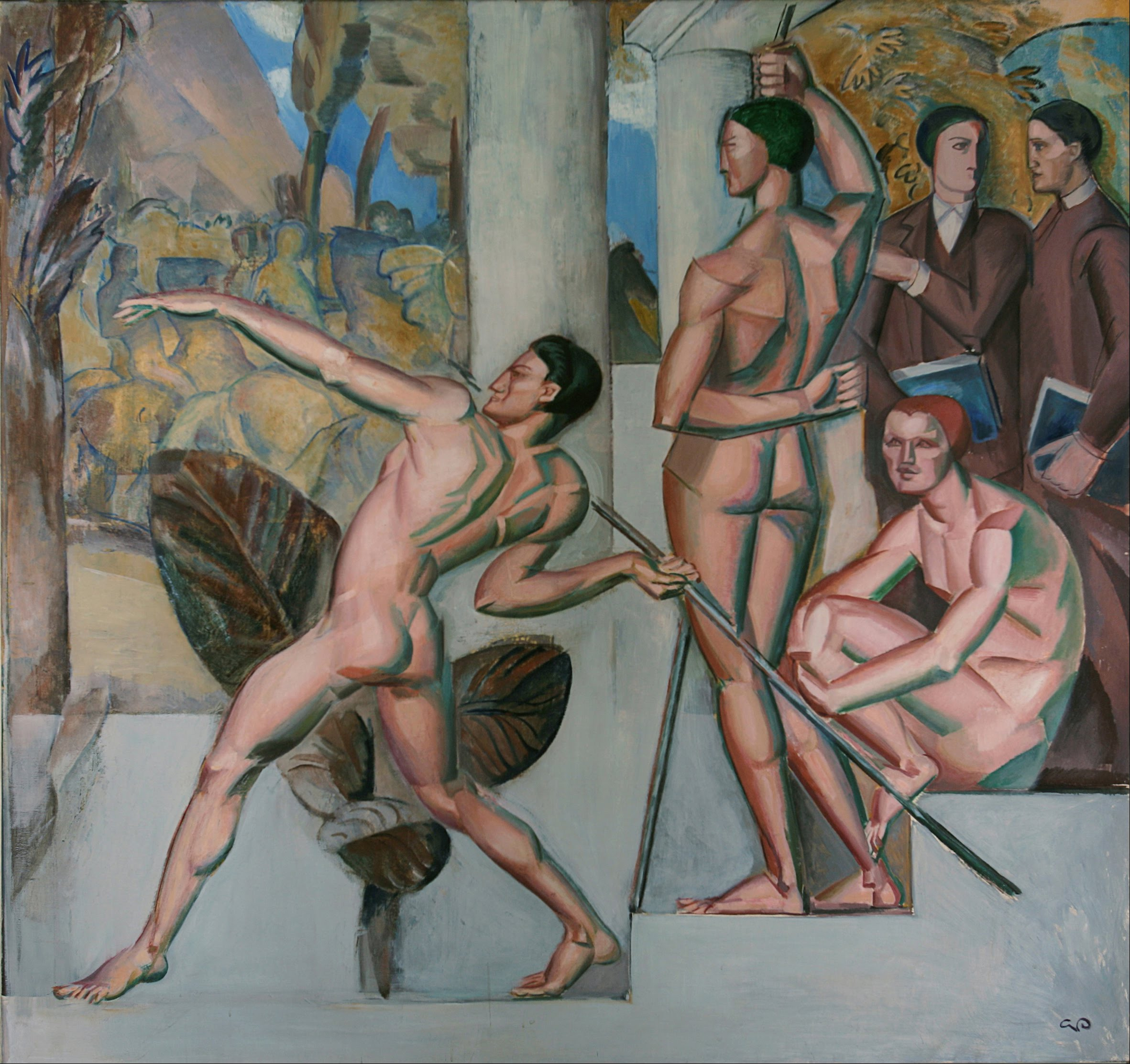
Georg Pauli, tableau intitulé Mens sana in corpore sano (1912).

Pour les articles homonymes, voir Mens (homonymie) et Sano (homonymie).
Mens sana in corpore sano est une citation extraite de la dixième Satire de Juvénal. On la traduit ainsi : 

« Un esprit sain dans un corps sain. »

Cette expression est largement utilisée dans les contextes sportifs et éducatifs pour exprimer le fait que l'exercice physique est un élément important ou essentiel du bien-être mental et psychologique.

## Historique
Cette citation tire sa source de la dixième des seize satires de Juvénal (écrites entre 90 et 127 apr. J.-C.). Le sens donné par son auteur est en rapport avec la spiritualité antique : 

« Alors faut-il que les hommes ne fassent jamais de vœux ? … Ce qu’il faut alors implorer, c’est un esprit sain dans un corps sain. »

Juvénal soutient ainsi qu’il faut cesser d’implorer vainement les dieux, mais requérir de leur part la santé physique et mentale. La santé était jadis pendue au fil d’une puissance transcendante — d’où son lien avec la « sainteté ».

## Reprises
À partir de cette citation et à l’aide du latiniste Anatole Morlet, Pierre de Coubertin a créé la variante Mens fervida in corpore lacertoso soit « un esprit ardent dans un corps musclé ». Cette variante est présente en de nombreux endroits, notamment sur un timbre est-allemand de 1971 commémorant les 20 ans du Comité national olympique de la République démocratique allemande.
Mens sana in corpore sano est une devise partagée par plusieurs organismes (sportifs ou académiques) : 
- l’Asociación Atlética Argentinos Juniors (Buenos Aires, Argentine) ;
- le club omnisports belge Royal Sporting Club Anderlecht ;
- l’université Widener (États-Unis) ;
- le lycée Notre-Dame de Guingamp (Bretagne)[5]
- Le collège Bessieux de Libreville au Gabon[réf. nécessaire]

### Utilisations commerciale
Cette citation est reprise comme slogan par l'équipementier sportif ASICS sous la forme « Anima Sana In Corpore Sano », en français « une âme saine dans un corps sain ».

## Illustrations graphiques ou artistiques

Logo de l’Argentinos Juniors.
Logo du RSC Anderlecht avec la devise.

## Dans la culture populaire
- Mens sana in corpore sano est la devise de l'Université de Guernon dans le film Les Rivières pourpres.
- Corpore sano et Corpore sano II sont deux épisodes de la série française Kaamelott
- In corpore sano est une chanson de la chanteuse serbe Konstrakta.